# Late for the Sky
Late for the Sky es el tercer álbum de estudio del músico estadounidense Jackson Browne. Fue publicado el 13 de septiembre de 1974 a través de Asylum Records. El álbum alcanzó el puesto #14 en el Billboard 200 y fue certificado disco de platino por la Recording Industry Association of America (RIAA).

## Diseño de portada
Browne ha reconocido públicamente que la portada de Late for the Sky se inspiró en la pintura de 1954 L'Empire des Lumieres, del surrealista belga René Magritte. El álbum en sí contiene el crédito, “concepto de portada de Jackson Browne si todo está bien con Magritte”. La fotografía original se tomó en South Lucerne Avenue, justo al sur de West 2nd Street en Windsor Square, a unas 10 millas al suroeste de la casa de la infancia de Browne, Abbey San Encino, en Highland Park, California. Diseñador y fotógrafo de portada Bob Seidemann dijo: “Hablé con Jackson en 1980 y me dijo que pensaba que era su portada favorita. Para que la chaqueta no pareciera demasiado fúnebre, una foto de un Jackson relajado que desactiva el estado de ánimo, casi sonriendo y pareciendo tener una sorpresa para compartir, ocupa un pequeño cuadrado de la contraportada”.

## Recepción de la crítica
En una reseña para Rolling Stone en 1974, Stephen Holden elogió mucho el álbum, llamándolo “el trabajo más maduro y conceptualmente unificado hasta la fecha” de Browne y diciendo que “la poesía abierta alcanza el poder de la intensidad casi religiosa que se acumula alrededor del motivos centrales; su fervor se ve subrayado por la producción más sobria y dura que se haya encontrado en cualquier álbum de Browne hasta el momento... así como por su estilo de canto apasionado y oracular”. En una reseña retrospectiva para AllMusic, el crítico William Ruhlmann describe los temas del álbum como “amor, pérdida, identidad, apocalipsis”, similar al álbum debut de Browne, sintiendo que Browne “profundizó aún más en ellos... Sin embargo, su aparente incertidumbre y dudas reflejaban el tamaño y la complejidad de los problemas que abordaba en estas canciones, y pocos habían explorado ese territorio, y mucho menos lo habían mapeado tan bien”.

## Legado
En 2020, el álbum fue considerado “cultural, histórica o estéticamente significativo” por la Biblioteca del Congreso de Estados Unidos y seleccionado para su conservación en el Registro Nacional de Grabaciones. En 2012, la revista Rolling Stone clasificó a Late for the Sky en la posición #375 en su lista de “los 500 mejores álbumes de todos los tiempos”.

## Lista de canciones
Todas las canciones escritas y compuestas por Jackson Browne.
Lado uno
1. «Late for the Sky» – 5:42
2. «Fountain of Sorrow» – 6:53
3. «Farther On» – 5:22
4. «The Late Show» – 5:15

Lado dos
1. «The Road and the Sky» – 3:09
2. «For a Dancer» – 4:47
3. «Walking Slow» – 3:56
4. «Before the Deluge» – 6:22

## Posicionamiento

### Gráfica semanal
| Gráfica (1974)                 | Pico de posición |
| ------------------------------ | ---------------- |
| Australia (Kent Music Report)  | 63               |
| Estados Unidos (Billboard 200) | 14               |

### Gráfica de fin de año
| Gráfica (1975)                 | Pico de posición |
| ------------------------------ | ---------------- |
| Estados Unidos (Billboard 200) | 57               |

## Certificaciones y ventas
| País                  | Certificación | Ventas    |
| --------------------- | ------------- | --------- |
| Estados Unidos (RIAA) | Platino       | 1,000,000 |